# ژازون لامی-شوپوئیس
ژازون لامی-شوپوئیس (فرانسوی: Jason Lamy-Chappuis‎؛ زادهٔ ۹ سپتامبر ۱۹۸۶) اسکی‌باز پرش، و اسکی‌باز صحرانوردی اهل فرانسه است.
وی همچنین برندهٔ جوایزی همچون لژیون دونور (شوالیه) شده‌است.